# Juho Kusti Paasikivi
Juho Kusti Paasikivi (Hämeenkoski, 27 de Novembro de 1870 — Helsinque, 14 de Dezembro de 1956) foi primeiro-ministro da Finlândia em 1918 e em 1944-1946. Foi também presidente de seu país de 1946 a 1956. É considerado uma figura influente na economia e na política finlandesas por mais de 50 anos, e também o arquiteto da política finlandesa do pós-guerra.
Nasceu em 1870 com o nome de Johan Gustaf Hellsten em Koski, na província finlandesa de Hane, filho do comerciante August Hellsten e de Karolina Wilhelmina Selin. Ele adotou o nome finlandês de Juho Kusti Paasikivi em 1885.

## Primeiros anos
Paasikivi entrou para a Universidade de Helsinque em 1890, graduando-se com bacharelado em Filosofia em 1892, e como advogado em 1897. No mesmo ano casou-se com sua primeira esposa, Anna Forsman (1869-1931). Paasikivi tornou-se Doutor em 1901, e foi professor-assistente de Direito Administrativo na Universidade de Helsinque entre 1902-1903.
Ele deixou este posto para tornar-se Diretor-chefe do Tesouro Finlandês, cargo no qual permaneceu até 1914. Por quase toda sua vida adulta, Paasikivi participou dos círculos políticos finlandeses. Ele apoiou uma maior autonomia para a Finlândia, um gabinete independente (Senado da Finlândia), e resistiu às intenções do pan-eslavismo russo de tornar a língua russa a única oficial em qualquer ponto do Império. Ele pertencia, entretanto, ao moderado Fennoman ou velho partido finlandês, opondo-se a medidas improdutivas radicais que poderiam ser interpretadas como agressivas pelos russos. Paasikivi tornou-se parlamentar do "Partido Finlandês" (1907-1909 e 1910-1913). Foi também membro do senado entre 1908-1909, como chefe da divisão de Finanças.

## Independência e Guerra Civil
Durante a Primeira Guerra Mundial Paasikivi começou a duvidar da linha obediente do Partido Fennoman. Em 1914, após renunciar a seu posto no Tesouro do Estado e também ao cargo de membro do Parlamento, deixou o trabalho e a vida pública. Ele se tornou Diretor Geral do banco Kansallis-Osake-Pankki (KOP), onde permaneceu até 1934.
Após a Revolução de Fevereiro na Rússia em 1917, Paasikivi foi indicado para o comitê que iniciou a formulação de uma nova legislação para o Grão-Ducado. Inicialmente ele apoiou um aumento da autonomia dentro do Império Russo, em oposição aos social-democratas do "gabinete de coalizão" no Senado, que lutavam em vão por maior autonomia. Porém após a Revolução de Outubro na Rússia Paasikivi passou a defender a independência total, na forma de uma monarquia constitucional.
Durante a Guerra Civil Finlandesa Paasikivi posicionou-se firmemente ao lado do governo "branco". Quando primeiro-ministro entre maio e novembro de 1918, defendeu a tese de monarquia constitucional com Frederico Carlos de Hesse (um príncipe alemão) como rei, buscando assegurar apoio alemão à Finlândia contra os bolcheviques da Rússia. Entretanto, como a Alemanha perdeu a guerra, a tese de monarquia teve que ser substituída pela república, mais ao gosto da vitoriosa Tríplice Entente. O Senado de Paasikivi renunciou, e ele retornou à direção do banco.
Paasikivi, politicamente conservador, foi um firme oponente dos Social-Democratas no gabinete, ou dos comunistas no Parlamento. Ele apoiou o semi-fascista "Movimento Lapua" que exigia medidas radicais contra a esquerda política. Porém o Movimento Lapua terminou radicalizando-se, atacando também Ståhlberg, o liberal ex-presidente finlandês, e Paasikivi, assim como outros simpatizantes, afastou-se da direita radical. Posteriormente ele se tornou líder do conservador Kokoomus ("Partido de Coalizão Nacional") em 1934.

## Embaixador em Estocolmo
Viúvo em 1931, casou-se com Alli Valve em 1936 e afastou-se da política, porém foi persuadido a aceitar o posto de embaixador na Suécia, na época considerada a mais importante embaixada do país no exterior. Os regimes autoritários que assumiram o poder na Alemanha, Polônia e Estônia tornaram a Finlândia gradualmente isolada, enquanto a União Soviética era uma ameaça. Após a gradual dissolução da Liga das Nações e tendo ficado claro que o Reino Unido e a França estavam pouco interessados, a Suécia era o único país que talvez pudesse apoiar a Finlândia. Mais ou menos na época em que o golpe Lapua falhou, Paasikivi e Mannerheim pertenceram a um círculo de finlandeses conservadores que discutiam como isso seria possível.
Em Estocolmo Paasikivi buscou dos suecos garantias de defesa, na forma de uma aliança ou de uma união de defesa entre a Finlândia e estes. Ele talvez não fosse a melhor escolha para aquela posição, mas fez o que era possível. Desde a Guerra Civil as relações entre Suécia e Finlândia estavam congeladas. A mudança na Suécia ao final da Segunda Guerra Mundial levou ao Parlamentarismo, ao aumento da democracia, e a um papel dominante dos Social Democratas suecos. Na Finlândia, o resultado foi uma desastrosa guerra civil e uma total derrota para o socialismo. Na mesma época em que Paasikivi chegava a Estocolmo, tornou-se conhecida a aversão do presidente Pehr Evind Svinhufvud ao Parlamentarismo e (após pressão do partido conservador de Paasikivi) que ele desistira de indicar um gabinete tendo os sociais democratas como ministros. Isto não melhorou a reputação de Paasikivi junto aos social-democratas que dominavam o governo sueco, que tinham muitas suspeitas devido à sua associação com os monarquistas finlandeses em 1918 e com o fracassado golpe Lapua em 1932.
As coisas posteriormente melhoraram, em parte graças aos esforços de Paasikivi, em parte devido à eleição do presidente Kallio. Ele era um presidente que tanto apoiou o Parlamentarismo quanto indicou social-democratas para o gabinete. Mas as suspeitas entre a Finlândia e a Suécia eram muito fortes: durante a Guerra de Inverno, o apoio sueco à Finlândia foi considerável, porém mínimo num ponto crítico: a Suécia nem declarou guerra à União Soviética, nem enviou tropas regulares para a defesa da Finlândia. Isto fez com que os finlandeses, incluindo o próprio Paasikivi, considerassem a missão em Estocolmo um fracasso.

## Embaixador em Moscou
Antes da Guerra de Inverno, Paasikivi se tornou o representante finlandês nas negociações em Moscou. Vendo que Josef Stalin não tinha a intenção de mudar sua política, ele apoiou a tolerância a algumas demandas soviéticas. Quando a guerra iniciou, Paasikivi foi chamado a participar do gabinete de Risto Ryti como ministro sem pasta - na prática no papel de conselheiro político. Ele participou do gabinete junto com Risto Ryti e o ministro Väinö Tanner (líder dos Social Democratas). Ele também conduziu as negociações para um armistício e a paz, e continuou sua missão em Moscou como embaixador. Ali ele estava isolado dos políticos de Helsinque, e quando ele percebeu que as intenções destes eram de buscar revanche ao lado da Alemanha, ele renunciou e se retirou da política pela segunda vez.

## Primeiro-ministro e presidente
No verão de 1941, quando a Guerra Finlando-Soviética iniciou, ele começara a escrever as suas memórias. Por volta de 1943 ele concluiu que a Alemanha iria perder a guerra e que a Finlândia estava também em grande perigo. Entretanto, sua oposição inicial à política pró-germânica de 1940-41 era bastante conhecida, e suas primeiras iniciativas de negociação de paz foram pouco apoiadas tanto pelo Marechal Mannerheim quanto por Risto Ryti, que se tornara o presidente.
Imediatamente após o fim da guerra, Mannerheim indicou-o como primeiro-ministro. Pela primeira vez na Finlândia um comunista, Yrjö Leino, foi incluído no gabinete. As políticas de Paasikivi eram realistas, porém radicalmente diferente daquelas dos 25 anos anteriores. Seus esforços principais eram de provar que a Finlândia não representaria nenhuma ameaça à União Soviética, e que as duas partes ganhariam mantendo relações de confiança e paz. Ele teve que concordar com diversas demandas soviéticas, incluindo os julgamentos de crimes de guerra. Quando Mannerheim renunciou, o Parlamento escolheu-o para sucedê-lo na Presidência da República. Paasikivi contava então com 75 anos.
Como presidente, Paasikivi manteve as relações exteriores da Finlândia em primeiro plano, tentando assegurar uma paz estável e maior liberdade de ação. Ele concluiu que, deixando de lado a retórica, a Finlândia tinha que se adaptar à política das superpotências e assinar tratados com os soviéticos para evitar o pior. Assim ele conseguiu manter estável a posição do país. Esta "doutrina Paasikivi" foi mantida por décadas, e foi chamada "finlandização" na década de 1970.
Paasikivi disputou a releição em 1950, quando recebeu 171 dos 300 votos do colégio eleitoral. Sua prioridade no segundo mandato foi a política interna, em contraste com o primeiro mandato. A morte de Stálin facilitou o trabalho de Paasikivi. Como ex-atleta que apreciava esportes, Paasikivi teve o prazer de abrir os Jogos Olímpicos de 1952 em Helsinque.
No final do seu segundo mandato, o país já se livrara da maioria de suas limitações políticas. Os refugiados da Carélia já tinham sido reassentados, as reparações de guerra tinham sido pagas, o racionamento tinha terminado e em 1955 a União Soviética retirou suas tropas da base naval de Porkkala em Helsinque. 
Ele não buscou reeleger-se quando seu segundo mandato terminou, em 1 de março de 1956, vindo a falecer em dezembro daquele ano aos 85 anos, sem ter concluído suas memórias.

## Paasikivi em notas de banco
O presidente J.K. Paasikivi, que tem seu passado ligado aos bancos, foi homenageado em várias notas da antiga moeda finlandesa, a markka. Ele é um dos três presidentes do país cuja imagem foi reproduzida em notas.